# Koča na Hleviški planini
Koča na Hleviški planini (818m) je planinska postojanka malo pod vrhom Hleviške planine nad dolino Idrije in Nikove. Prvo manjšo kočo so postavili leta 1948, leta 1955 jo je nova in večja koča, ki je bila pozneje večkrat posodobljena in prenovljena. Kočo upravlja Planinsko društvo Idrija in je oskrbovana ob sobotah, nedeljah in praznikih. Ima dva gostinska prostora s 45 sedeži in točilnim pultom, prenočišče pa nudi v dveh sobah s 15 posteljami.

## Dostopi
- iz Idrije (1.30-2h)
- iz Nikove (1.30-2h)

## Ture
- na vrh Hleviške planine (908 m) 15min.